# Nita Strauss
Pour les articles homonymes, voir Strauss.
Nita Strauss, née le 7 décembre 1986, est une guitariste américaine. Elle se fait d'abord connaître grâce à son cover band féminin d'Iron Maiden, dénommé The Iron Maidens. Sa carrière l'emmène ensuite dans plusieurs formations rock comme Femme Fatale et LA Kiss.
Sa carrière prend un tournant plus international en juin 2014, lorsqu'elle remplace Orianthi dans le groupe de hard rock qui accompagne Alice Cooper en tournée. Parallèlement, elle poursuit une carrière solo. Son premier album, Controlled Chaos, sorti en 2018, confirme sa place parmi les grandes guitaristes de la scène metal moderne.
Elle figure en première position sur la liste des « Dix femmes guitaristes que vous devriez connaître » (10 Female Guitar Players You Should Know) établie par le magazine Guitar World. Issue d'une longue lignée de musiciens de classique, l'un de ses ancêtres autrichiens du côté paternel est Johann Strauss II,.

## Matériel
Nita Strauss joue principalement sur le modèle signature JIVA d'Ibanez. Elle utilise un amplificateur  Marshall JVM410, complété avec un préamplificateur Prophesy de Rocktron pour les préamplifications et effets. Elle intègre un pédalier multi-effets Boss GT-1000 à son équipement, ce qui lui permet de gérer ses effets et réglages de manière efficace.

## Discographie

### Albums studio
- 2016 : The Heisenberg Diaries - Book A: Sounds of Future Past (Docker's Guild)2018 : Controlled Chaos
- 2023 : The Call of the Void